# KAOS (プロレス)
KAOS（ケイオス）は、かつてプロレスリング・ノアにおいて活動していたプロレスラーのユニットである。TEAM KAOS（チーム・ケイオス）と呼ばれていた時期もある。

## 概要
2003年初頭、「Big&Bad（B&B）」というタッグチームで活動していたベイダーとスコーピオが、行動を共にすることが多いリチャード・スリンガーおよび、バイソン・スミス、ブル・シュミット、ドノバン・モーガン&マイケル・モデストのエクセレント・インコーポーレーションなどの外国人レスラーを誘い、外国人のみのユニットとして結成した。
同年、リーダー格のベイダーがノアへの来日が途絶えたため脱退状態となり、副将格のスコーピオがリーダーとなった。
しかし、同年にスコーピオとスリンガーがWAVEを解散した三沢光晴、小川良成、鈴木鼓太郎と共闘を宣言し離脱。バイソン・スミスを中心に残ったメンバーで活動したが、タッグやトリオを組んで試合を行う程度で、タイトル戦などの積極的アピール活動は余りみられない状態となった。
2004年11月21日宮城県スポーツセンター大会の三沢&小川&スコーピオ対モデスト&モーガン&エース・スティール戦において、スコーピオが三沢組を裏切り暴行。再びKAOSへ合流を宣言した。スコーピオを制止しようとするスリンガーも強引に引き連れKAOS側控え室へ帰っていった。しかし、11月28日札幌メディアパーク・スピカ大会では、今度はスコーピオ側で試合を組まれていたスリンガーが、スコーピオを裏切り、KAOSとの共闘拒否と三沢&小川との共闘存続を表明した。
その後、KAOSは再びスコーピオを中心に活動が活発となり、スコーピオはダグ・ウィリアムスとのコンビで三沢&小川組を下し、GHCタッグ王座を獲得した。さらにはザ・グラジエーターが加入、スコーピオがグローバル・ハードコア・クラウン無差別級王座を獲得するなど勢いを増したが、2005年になるとバイソン・スミスはダーク・エージェントと、ダグ・ウィリアムスはナイジェル・マッギネスや小川良成などと共闘することが多くなり、またモデスト&モーガンはノアへの来日が途絶えKAOSとしての活動は停止状態となる。
さらに2006年には、リーダーのスコーピオがWWEへ移籍したことで完全にKAOSは消滅した。

## メンバー
- スコーピオ - 2003年離脱、2004年再加入
- バイソン・スミス
- ダグ・ウィリアムス - 2004年加入
- ベイダー - 2003年ノア参戦が途絶えたために離脱
- リチャード・スリンガー - 2004年離脱
- ブル・シュミット - ノア参戦が途絶えたために離脱
- マイケル・モデスト - ノア参戦が途絶えたために離脱
- ドノバン・モーガン - ノア参戦が途絶えたために離脱
- ザ・グラジエーター - 2004年加入、後にノア参戦が途絶えたために離脱

この他に、ノアへ定期的あるいは単発的に参戦した外国人レスラーが共闘した場合があった（エース・スティール、スーパースター・スティーブ、BJホイットマーなど）。

## タイトル歴
- GHCタッグ王座 - スコーピオ&ダグ・ウィリアムス組
- GHCジュニアヘビー級王座 - マイケル・モデスト
- GHC無差別級王座 - スコーピオ